# هیپنوتیزم
هیپنوتیزم یا خوابگری شاخه‌ای از علم روان‌شناسی است که در آن به وسیلهٔ تلقین، شخص در حالت خاصی از هوشیاری قرار می‌گیرد.
هیپنوتیزم یا به‌طور دقیقتر موجب تسلط دیگری بر فرد نمی‌شود بلکه دیگری با ضمیر ناخودآگاه آدمی به مکالمه و القای تلقینات می‌پردازد. همهٔ هیپنوزها به نحوی
خودهیپنوتیزم است و هیپنوتیزور خارجی فقط مامای هیپنوز از درون انسان است و آن را می‌زایاند. همه مکاتب و عرفا به نحوی با هیپنوز درگیر بوده‌اند. ضمیر ناخودآگاه تنها یک تئوریست که توضیح حقایق روی آن سوار می‌شود. هیپنوتیزور نمی‌تواند هرآنچه دوست داشت به سوژه تلقین کند. هیپنوتیزم یک امر خارق‌العاده نیست؛ و کارایی عجیب و غریب ندارد. اگر هم آثار غریبی داشته باشد در عدهٔ کمی دارد و خیلی قابل تکرار و تأیید نیست بنابراین از منظر علم رسمی پاره‌ای غرایب مشاهده شده در هیپنوز قابل اعتبار و برداشت کلی نیستند. (مبحث شستشوی مغزی البته در این وادی مطرح است ولی میزان پایداری این کارها باید بیشتر ارزیابی شود) هیپنوز خواب نیست. امواج مغزی در این حالت با امواج مغزی حالت خواب در بسیاری موارد فرق می‌کند. از یک منظر هیپنوز با تلقین معمولی هم فرق دارد چرا که مناطقی که بر اثر تلقین تحریک می‌شود با مناطق تحریک شده هنگام هیپنوز متفاوت است.
در طی این فرایند، شخص هیپنوتیزور قادر است هر آنچه در نظر دارد به شخص هیپنوتیزم شده القا کند زیرا در این حالت تلقینات هیپنوتیزور به جای حواس بدن عمل می‌کند و ضمیر ناخودآگاه انسان را تحت کنترل خویش قرار می‌دهد.
البته هرآنچه هیپنوتیزور می‌خواهد به هیپنوتیزم شونده تحمیل و تلقین نمی‌شود، هیپنوز جبر ایجاد نمی‌کند.

## خودهیپنوتیزم
خودهیپنوتیزم یعنی آن که شما خودتان را هیپنوتیزم کنید، این کار فقط با تمرکز و تفکر خود فرد صورت می‌پذیرد. در خودهیپنوتیزمی انسان با تأثیر گذاشتن در ضمیر ناخودآگاه می‌تواند اخلاق و توانایی‌های خویش را تغییر دهد.
روش‌های متعددی در هیپنوتیزم وجود دارد که در اصول مانند هم هستند. برای آن‌که خود را هیپنوتیزم کنید مراحل زیر را طی کنید. توجه داشته باشید که روش زیر هیچ‌گونه ضرر یا خطری ندارد، سعی کنید که خوابتان نبرد. این روش را در وضعیتی انجام دهید که نه زیاد گرسنه باشید و نه زیاد شکمتان پر باشد. البته کاملاً مشخص است که دلیل این مسئله همان تمرکز هوشیارانه وعدم به خواب رفتن است.

### مرحله اول
ریلکس کردن: در ابتدا روی یک صندلی بنشینید یا ترجیحاً روی تخت یا زمین دراز بکشید. سپس چشمانتان را ببندید و تمرکزتان را روی نفس کشیدن بگذارید. کاملاً بی‌حرکت باشید و با هر بازدم بدنتان را شل‌تر کنید و فکر کنید که بدنتان سنگین و سنگین تر می‌شود.
1. اکنون احساس کنید که از کف پایتان انرژی گرمی نفوذ می‌کند این انرژی به هرجا که برود آن جا را سنگین و کرخت و شل می‌کند بنابراین کف پایتان نیز سنگین و کرخت می‌شود؛ و کم‌کم به مچ پایتان می‌رسد و همین‌طور به ساق پا، زانو و تمام ران و کشالهٔ ران شما.
2. بعد از آن که این انرژی تمام پاهایتان را سنگین و شل و کرخت کرد کم‌کم به درون شکم شما نفوذ می‌کند و تمام کلیه‌ها و رودهٔ شما را نیز به این حالت دچار می‌کند قفسهٔ سینهٔ شما را دربر می‌گیرد و به کمر شما نیز نفوذ می‌کند. توجه‌تان به بازدم‌هایتان باشد که با هر بازدم بدنتان شل‌تر و کرخت تر می‌شود.
3. با هر بازدم بدنتان سنگین و شل و کرخت می‌شود مخصوصاً پلک‌هایتان مدام سنگین و سنگین تر می‍شود. کم‌کم انرژی به گردنتان و موی و پوست سر و صورتتان می‌رسد بدنتان کاملاً شل، سنگین و کرخت است.

### مرحله دوم
توجه داشته باشید که مرحله اول را باید به خوبی اجرا کرده باشید. اکنون احساس می‌کنید که دست راست یا چپتان (هرکدام که ترجیح می‌دهید) مانند بادکنک سبک شده‌است و کم‌کم به بالا می‌رود این را به خوبی تصور و تلقین کنید. آن‌گاه متوجه می‌شوید که دستتان تکان می‌خورد و به بالا می‌رود. (البته ممکن است که دست شما بالا برود و متوجه نشوید یا فکر کنید دستتان بالا می‌رود ولی چنین نشود یا اصلاً اتفاقی رخ ندهد یا کمی تکان بخورد که بستگی به میزان کیفیت هیپنوتیزم شما دارد که با تمرین می‌توانید کیفیت آن را بیشتر کنید) سپس دوباره فکر کنید که دست شما سنگین می‌شود و این موجب می‌شود که دستتان آرام آرام پایین آید. تبریک می‌گویم شما هیپنوتیزم شدید.

### مرحله سوم
خروج از هیپنوتیزم: اکنون تصور کنید که بدنتان آرام آرام به حالت نرمال برمی‌گردد و آرام چشمانتان را باز کنید، دستانتان را مشت کنید پاهایتان را باز و بسته کنید و کمی راه بروید تا به حالت اول بازگردید.

## تاریخچه
نظرات زیادی دربارهٔ اینکه چه کسی هیپنوتیزم را شروع کرد، وجود دارد. هندوهای هند اولین کسانی بودند که آن‌ها این شیوه را بنیان نهادند و از آن به عنوان یک دارو برای سلامتی استفاده کردند. امروزه این یکی از کاربردهای اصلی هیپنوتیزم است و به روان‌شناسی مربوط می‌شود. تحقیقات نشان می‌دهد هیپنوتیزم به گذشته‌های دور برمیگردد.
اما پیشرفت‌های مهم هیپنوتیزم در سال ۱۸۴۲، هنگامی که جیمز برید شروع به بررسی بیشتر آن کرد، رخ دادند. او که «پدر هیپنوتیزم جدید» نامیده می‌شود اعتقاد نداشت که خواب مغناطیسی باعث هیپنوتیزم می‌شود و فکر می‌کرد که خلسه‌ها فقط یک «خواب عصبی» هستند. وی در سال ۱۸۴۳ یک کتاب دربارهٔ این موضوع به نام «نوریپنولوژی» نوشت.
برخی مسمر را پدر هیپنوز می‌دانند. می‌گویند راسپوتین وزیر پرنفوذ دربار روسیه تزاری از این روش در قربانیان خود استفاده می‌کرده‌است. کشیش آبه فاریا نیز از متقدمین این روش است. مسمر در دورهٔ اوج نظریه‌پردازی در باب مغناطیس این پدیده را ناشی از مغناطیس حیوانی می‌دانست. بعدها روش او توسط شورایی مرکب از بنجامین فرانکلین و گیوتین و… مردود دانسته شد.
برخی فقها می‌گویند هیپنوتیزم اگر مستلزم امر حرامی نباشد جایز است.
هیپنوتیزم را خواب واره ترجمه کرده‌اند. هیپنوز توسط میلتون اریکسون آمریکایی و نیز المان پیشرفت زیادی کرد.

### محدودیت‌های قانونی هیپنوتیزم
هیپنوتیزم افراد به‌طور مستقیم یا غیر مستقیم در طول تاریخ و در کشورهای مختلف، تحت نظارت قانون و تنظیمات قانونی بوده‌است. اگر چه در مجموعه ای از کشورها هیچ قانونی مستقیماً به تعریف و تنظیم محدودیت‌های قانونی هیپنوتیزم نپرداخته‌است، اما مقررات مربوط به هیپنوتیزم، در حوزه‌های مختلفی از قانون، مانند بهداشت، اقتصاد و حقوق کیفری بازتاب یافته و عملاً تنظیمات قانونی اعمال شده‌است. از جمله نمونه‌هایی از تأثیر غیر مستقیم قانون بر کاربرد هیپنوتیزم، در قوانین ایالتی آمریکا قابل ردیابی است. در سال‌های اخیر تنظیمات مستقیم بیشتری بر هیپنوتیزم، در قوانین بعضی از کشورها اعمال می‌شود. برای نمونه اسرائیل در سال ۱۹۸۴م، یکی از اولین کشورهایی بود که مقرراتی در خصوص حدود قانونی کاربرد هیپنوتیزم وضع کرد.

در کشورهای دیگری نظیراتریش، استرالیا، سوئد و نروژ، از قبل قوانینی وجود داشت که تنها به پزشکان، دندانپزشکان و روانشناسان اجازه کاربرد هیپنوتیزم را می‌داد، اما به مجوز و تأیید جداگانه ای نیاز نبود.درقوانین ایران نیز در شرایط خاصی که مدارک کافی برای صدور حکم قطعی وجود ندارد استفاده از هیپنوتیزم برای یافت شواهد فرعی مجاز دانسته شده‌است. اما شواهدی که توسط هیپنوتیزم به دست آمده باشد، دارای اعتبار مستقل نیست و اقرار قابل استناد، محسوب نمی‌شود.

## انواع هیپنوتیزم
همچنین هیپنوتیزم اریکسونی در متد دگرهیپنوتیزم و خودهیپنوتیزم قابل اجرا است. از فواید هیپنوتیزم می‌توان درمان بسیاری از ناراحتی‌های روانی را نام برد. به‌خصوص در هنگام خودهیپنوتیزم، که شخص می‌تواند به‌وسیلهٔ تلقین، تغییرات مثبتی را در کردار و روحیات خود پدیدآورد. البته خود هیپنوتیزم دارای خطراتی هم هست؛ به این صورت که اگر بدون آگاهی و اطلاعات کافی و با روش‌های نادرست انجام پذیرد، می‌تواند اثرات بسیار مخربی بر روی روان انسان به دنبال داشته باشد.و بیوکینزیررا هم شامل می‌شود
همچنین هیپنوتیزم اریکسونی که در متد ان ال پی مورد استفاده قرار می‌گیرد نیز یکی از روش‌های القاء خلسه و درمان است. در سالهای اخیر استفاده از این نوع هیپنوتیزم در بین درمانگران رواج یافته‌است. در این روش عامل (درمانگر) با استفاده از پیام‌های دوپهلو و قصه درمانی در جهت منحرف کردن ذهن ناخودآگاه سوژه (درمانجو) عمل می‌کند. این نوع هیپنوتیزم در موج ذهنی آلفا (۴–۷ هرتز) اتفاق می‌افتد. از نظر میلتون اریکسون این نوع هیپنوتیزم همانند کامل کردن یک مکعب روبیک بوده و همکاری بین درمانگر و سوژه را طلب می‌کند. همچنین در مواردی مانند کمرنگ کردن خاطرات ناگوار، رفع فوبیا و اختلال وسواس فکری-عملی کاربرد دارد.
سه فاکتور مهم در هیپنوتیزم عبارتند از تمرکز فوق‌العاده فکر، انفکاک و تجزیه (جدا شدن ذهنی از محیط پیرامون)، تلقین (چرا که اساس هیپنوتیزم تلقین به نفس است).
می‌توان گفت هیپنوتیزم = تمرکز + اعتقاد + انتظار + تصور + ارتباط
برای انجام موفقیت‌آمیز دیگر هیپنوتیزم باید هفت گام زیر به صورت متوالی و دقیق اجرا گردد:
1. مناظره اولیه، بهتر آماده کردن ذهن بیمار یا pretalk
2. انجام آزمونهای هیپنوتیزم از تکنیک‌های عمیق‌سازی مثل آزمون چشم اشپیگل
3. کانونی کردن توجه (تمرکز ذهن)
4. القای خواب هیپنوتیزم
5. استفاده از تکنیک‌های عمیق سازی
6. تسهیل پاسخهای ناخودآگاه
7. تصدیق خلسه، ارائه تلقینهای بعد از هیپنوتیزم و خروج از خلسه.[۳]

روش‌های مختلفی برای انجام هیپنوتیزم وجود دارد. اولین کسی که در این زمینه مانیه‌تیزم کرد مسمر بود و طرف داران آن را مسمریسم می‌نامیدند. مسمر با تمرکز و توجه و مهم‌تر از همه انتظار در بیماران آن‌ها را در خلسه قرار می‌داد. بعد از او روانشناسان دیگر به این کار پرداختنند ولی کاری که مسمر می‌کرد هیپنوتیزم نبود
هنگام استفاده از واژهٔ مناسب خلسه دقت شود مطالب با موهومات اشتباه نشود. هرچند لفظ خلسه از لفظ trance که از بهت و ترس احتمالاً می‌آید بهتر باشد؛ و خلسهٔ عرفانی و احساس خروج روح از بدن احتمالاً از هیپنوز جدا نیست. (فرزان کمالی نیا)
المان برای هیپنوز چند مرحله تصور می‌کند - وقتی فقط چشم‌ها را می‌بینیم حالت هیپنوئیدال است بعد وارد فازهای عمیقتر می‌شویم و یکی از فازهای عمیق هیپنوتیزم به نام سمنامبولیسم نام دارد (سمنامبول خدای خواب در یونان است) - از هیپنوز در age regration یعنی بازگشت به سنین عقب‌تر (پس روی سنی) و حتی چند صد سال قبل و پیشروی سنی استفاده می‌شود البته بازگشت چندصد سال به عقب لزوماً مؤید تناسخ نیست و این مسایل در حد تئوری است و دقیق نیست. استفاده از هیپنوز در اعتراف گرفتن از زندانی‌ها و دروغ سنجی معتبر نیست. هرچند گاهی نتایج مفید علم و گاهی نتایج نادرست می‌دهد. به‌طور کلی خیلی نمی‌توان به این مطالب اعتبار کرد.
روشهای مختلفی برای القای هیپنوز وجود دارد. روش تثبیت چشم - روش کیاسون- روشpmr یا شل کردن پیشروندهٔ عضلانی (میراث هیپنوز اریکسونی)- و…
از هیپنوز برای کنترل درد و درمان چاقی و… استفاده می‌شود البته هیپنوز مفید است ولی معجزه نمی‌کند. کودکان ۸ تا ۱۲ سال بهتر هیپنوز می‌شود و در سنین بالای ۶۵ هپینوتزیم‌ پذیری کم می‌شود. افراد از لحاظ هیپنوتیزم‌پذیری ۴ گروهند. ۷درصد که نباید هیپنوز شوند یا هیپنوز نمی‌شوند نظیر عقب ماندگان ذهنی- هفت درصد دیونیسین هستند و استعداد بالایی در هیپنوز دارند. ۲۰ درصدآپولونین بوده به سختی هیپنوز می‌شوند؛ و درصد بالایی ادیسین هستند یعنی در اواسط طیف hypnotismability قرار دارند.
هیپنوز دو گونه‌است هیپنوز سمپاتیک که با تحریک است و در رقصهای برخی بومیان آفریقا و سرخ‌پوست و مناطق مختلف حتی جنوب ایران در واقع از این روش‌ها استفاده می‌شود(رضا جمالیان) و هیپنوز پاراسمپاتیک که تون پاراسمپاتیک و آرامش را بالا می‌برد.
در هیپنوز برای هنگ کردن وبای پس نمودن و عبور از کریتیکال فاکولته یا کریتیکال فاکتور یا جاجمنت فاکتور و ضمیر خودآگاه و رسیدن به ضمیر ناخودآگاه از روش‌های مختلف از جمله کانفیوژن و… استفاده می‌شود.

### روش کیاسون
یکی از روش‌های هیپنوتیزمی رایج در علم هیپنوتیزم روش کیا سون است. این روش ابتکار دکتر سیمون کیاسون (Simon Chiasson) متخصص بیماری‌های زنان و زایمان اهل شهر یونگستون ایالات اوهایو آمریکا (Youngeston Ohio) است، اما دگرگونی در آن برای پزشک یا درمانگر به گونه‌ای که کاربرد آن راحت تر باشد مجاز است.

## در روان درمانی
از هیپنوتیزم برای درمان تعدادی اختلالات فیزیولوژیک و روان شناختی استفاده می‌شود. در پزشکی، از هیپنوتیزم برای کاستن از اضطراب مربوط به عمل‌های پزشکی و دندان پزشکی، آسم، بیماری‌های معده و روده، تهوع ناشی از شیمی درمانی، و مدیریت درد، استفاده می‌شود. در درمان بیماری‌های روانی، از هیپنوتیزم استفاده می‌شود تا به مردم کمک شود بر اعتیاد خود فائق آیند. استفاده از هیپنوتیزم برای حل مشکلات عاطفی-هیجانی بیش از همه بحث‌برانگیز بوده‌است. طرفداران استفادهٔ تراپوتیک از هیپنوتیزم می‌گویند که این کار به روان درمانگران اجازه می‌دهد تا خاطرات واپس رانده‌ای را که در پشت پردهٔ مشکلات روان شناختی قرار دارند کشف کنند. اما بعضی روان شناسان در مورد استفاده از هیپنوتیزم در روان درمانی با دیدهٔ تردید نگاه می‌کنند. آن‌ها می‌گویند که هیپنوتیزم چیزی نیست بجز این که روان درمانگر، خاطراتی غیرواقعی را در ذهن مراجعان می‌کارد، از جمله خاطراتی از بدرفتاری و آزار را که هرگز روی نداده‌اند.
مانند هر درمان دیگری، هیپنوتیزم ممکن است برای شرایط خاص یا در افراد خاص مفید باشد، اما همچنین می‌تواند مفید نباشد.عوارض هیپنوتراپی در افرادی که مشکلات روانی شدیدی دارند، مانند علائم روان پریشی، از جمله توهم و هذیان، مشاهده می‌شود. همچنین ممکن است برای کسی که از مواد مخدر یا الکل استفاده می‌کند نامناسب باشد. استفاده از هیپنوتیزم برای بازیابی حافظه تا حد زیادی توسط تحقیقات پشتیبانی نشده است. همچنین در مورد استفاده از آن در مدیریت رویدادهای استرس‌زا از اوایل زندگی احتیاط می‌شود. استفاده از هیپنوتیزم در این مواقع ممکن است خاطرات نادرستی ایجاد کند، به خصوص اگر پیشنهاد ناخواسته داده شود و باعث ناراحتی و اضطراب بیشتری شود. 